# Donna Shalala
Donna Edna Shalala (Cleveland, 14 de febrero de 1941) es una política y académica estadounidense, que se desempeñó como miembro de la Cámara de Representantes de los Estados Unidos por el 27.º distrito congresional de Florida desde 2019 hasta 2021.
Anteriormente se desempeñó como Secretaria de Salud y Servicios Humanos de los Estados Unidos de 1993 a 2001, bajo el presidente Bill Clinton. Recibió la Medalla Presidencial de la Libertad de manos del presidente George W. Bush en 2008.
Shalala se desempeñó como presidenta de la Universidad de Miami, una institución privada en Coral Gables, Florida, de 2001 a 2015. Anteriormente fue presidenta del Hunter College de 1980 a 1988 y rectora de la Universidad de Wisconsin-Madison de 1988 a 1993. Shalala también se desempeñó como profesora titular de ciencia política y políticas de salud en la Universidad de Miami, y fue presidenta de la Fundación Clinton de 2015 a 2017.
Fue elegida para la Cámara de Representantes de los Estados Unidos en las elecciones de 2018, en un distrito que incluye poco más de la mitad de Miami, así como algunos de sus suburbios del este, que había estado representado por una republicana por jubilarse. Fue derrotada en las elecciones generales de 2020 por la ex presentadora de noticias María Elvira Salazar, la oponente de Shalala en 2018, en un sorpresivo vuelco electoral.

## Biografía

### Primeros años
Nació en Cleveland (Ohio), de ascendencia libanesa católica maronita, hija de Edna Smith y James Abraham Shalala. Asistió a West Technical High School, donde fue editora del periódico escolar. En 1962 obtuvo una licenciatura en el Western College for Women. De 1962 a 1964 fue una de las primeras voluntarias en servir en el Cuerpo de Paz, siendo enviada a Irán. En 1970, obtuvo un Philosophiæ doctor de la Escuela Maxwell de Ciudadanía y Asuntos Públicos de la Universidad de Siracusa en Syracuse (Nueva York).

### Carrera académica
Comenzó su carrera docente como profesora de ciencias políticas en el Baruch College de la Universidad de la Ciudad de Nueva York. Entre 1972 y 1979 fue profesora de política y educación en Teachers College (Universidad de Columbia). En 1975, se convirtió en la única mujer en la Corporación de Asistencia Municipal, un grupo encargado de salvar a la ciudad de Nueva York de una crisis financiera. Al mismo tiempo, desde 1977 hasta 1980, se desempeñó como secretaria adjunta para el desarrollo de políticas e investigación en el Departamento de Vivienda y Desarrollo Urbano de los Estados Unidos durante la presidencia de Jimmy Carter.
El 8 de octubre de 1980, se convirtió en la décima presidenta de Hunter College, desempeñando el cargo hasta 1988. Luego, y hasta 1993, se desempeñó como canciller de la Universidad de Wisconsin-Madison.

### Secretaria de Salud y Servicios Humanos

Shalala con Clinton en 1993.

Después de un año como presidenta del Fondo de Defensa de los Niños (1992-1993), fue nominada en 1992 por el presidente electo Bill Clinton para el cargo de Secretaria de Salud y Servicios Humanos de los Estados Unidos. The Washington Post la calificó de «una de las nominadas más controvertidas del Gabinete Clinton». Su nombramiento se realizó ante el Comité de Finanzas del Senado en enero de 1993.
Fue la primera libanesa-estadounidense en ocupar un cargo en el Gabinete, ocupando la titularidad del Departamento de Salud y Servicios Humanos durante los ocho años de la administración Clinton, siendo la persona que más tiempo ocupó el cargo. En 1996, fue la sobreviviente designada durante el discurso del Estado de la Unión de Clinton.

### Universidad de Miami y Fundación Clinton
Después del fin de la presidencia de Clinton en 2001, se convirtió en presidenta de la Universidad de Miami (UM). El 8 de septiembre de 2014, anunció su retiro para el final del año académico 2014-2015.
En 2008 se incorporó a la junta de directores de la Federación de Fútbol de los Estados Unidos.
En 2015, se ausentó de su cátedra en la UM para ofrecerse como voluntaria para la Fundación Clinton. Inicialmente se mantuvo como presidenta de la universidad, siendo a su vez nombrada directora ejecutiva de la fundación. Mantuvo su hogar en Miami y enseñó a tiempo parcial en la UM mientras dirigía la fundación en Nueva York.
Dirigió la Fundación Clinton durante las elecciones presidenciales de 2016, en las que Hillary Clinton fue la candidata demócrata. En las elecciones, las actividades de la fundación fueron puestas bajo observación. Shalala supervisó la terminación de la Iniciativa Global Clinton Global, como así también reducciones en otras operaciones destinadas a evitar conflictos de intereses si Clinton ganaba la elección. Dejó la fundación en abril de 2017 para regresar a su puesto de docente a tiempo completo en la UM.

### Cámara de Representantes
En marzo de 2018, anunció su candidatura en las primarias demócratas para el 27.º distrito congresional de Florida, luego de que la representante republicana Ileana Ros-Lehtinen anunció que dejaba el escaño tras 30 años de servicio. El 28 de agosto de 2018, Shalala ganó las primarias demócratas.
En las elecciones legislativas se postuló contra la candidata republicana y presentadora de televisión María Elvira Salazar. La campaña de Shalala enfatizó su experiencia y trató de vincular a Salazar con el presidente Donald Trump, impopular en el distrito. Su triunfo fue inesperado, ya que ella no habla idioma español y el 63 % de los habitantes del distrito congresional es de origen latinoamericano. Hasta un mes antes de la elección, las encuestas mostraban que Shalala estaba detrás o prácticamente empatada con Salazar. Sin embargo, Shalala ganó las elecciones a los 77 años de edad, lo que la convirtió en la segunda representante con mayor edad en ser electa en la historia estadounidense.

## Distinciones
El 19 de junio de 2008, el presidente George W. Bush le otorgó la Medalla Presidencial de la Libertad. En 2010 recibió el Premio Nelson Mandela por la salud y los derechos humanos. Fue incluida en el Salón de la Fama Nacional de Mujeres en Seneca Falls (Nueva York) en 2011. En 2014, fue reconocida por la Biblioteca y Museo Presidencial de Harry S. Truman con el «Premio al Legado de Liderazgo». También se le han otorgado más de 50 títulos honorarios.
Ha sido elegida miembro del Consejo de Relaciones Exteriores; Academia Nacional de Educación; la Academia Nacional de Administración Pública; la Academia Estadounidense de las Artes y las Ciencias; la Sociedad Filosófica Estadounidense; la Academia Nacional de Seguros Sociales; la Academia Estadounidense de Ciencias Políticas y Sociales; y el Instituto de Medicina de la Academia Nacional de Ciencias.